# مرد عوضی (فیلم ۱۳۷۶)
مرد عوضی فیلمی کمدی از محمدرضا هنرمند محصول سال ۱۳۷۶ است. فرهاد توحیدی برای این فیلم کاندیدای بهترین فیلمنامه از جشن خانه سینما شد.

## خلاصه داستان
خسرو پذیرش، مخترع یک پودر جادویی لباسشویی، به یک کارخانه تولید پودر می‌رود تا با دیدن مدیرعامل، اختراعش را به تولید برساند اما در آسانسور دچار سانحه می‌شود. از طرفی دیگر داریوش مدیر عامل کارخانه هم سکته مغزی می‌کند و فوت می‌شود. در بیمارستان متخصص آن دو را عمل می‌کند و مغز دونفر را جابه‌جا می‌کند. خسرو را دفن می‌کنند و داریوش با مغز خسرو دوباره وارد زندگی می‌شود.

## بازیگران
- پرویز پرستویی
- فاطمه معتمدآریا
- افسانه بایگان
- رضا ژیان
- محمود پاک‌نیت
- عزت‌الله مهرآوران
- زهره مجابی
- شاهرخ سنایی
- حمید لولایی
- نادر سلیمانی
- رضا شفیعی‌جم
- محمدرضا حقگو
- اکبر قدمی
- عبدالعلی کمالی
- علیرضا نائینی
- محمدرضا شریفی‌نیا

## فروش
میزان فروش فیلم به تفکیک سال نمایش، به شرح زیر است:
| سال  | تعداد بلیت | میزان فروش  | منبع  | ارزش در (۱۴۰۰) |
| ---- | ---------- | ----------- | ----- | -------------- |
| ۱۳۷۷ | ۳٬۷۹۲٬۰۳۳  | ۸۴۹٬۳۶۴٬۶۲۰ | [ ۳ ] | ۵۹٬۳۱۱٬۶۵۵٬۳۱۲ |
| ۱۳۷۸ | ۲۷۰٬۹۶۳    | ۵۲٬۴۹۵٬۷۱۰  | [ ۴ ] | ۳٬۰۵۲٬۲۳۸٬۵۹۴  |
| ۱۳۷۹ | ۴٬۳۴۶      | ۹۰۱٬۹۰۰     | [ ۵ ] | ۴۶٬۵۷۰٬۹۹۱     |
|      | ۴٬۰۶۷٬۳۴۲  | ۹۰۲٬۷۶۲٬۲۳۰ |       | ۲۹۰۱۳۰۱۱۳۱۳    |